# Ukrainischer Fußballpokal 2008/09
Der Ukrainische Fußballpokal 2008/09 war die 18. Austragung des ukrainischen Pokalwettbewerbs der Männer. Pokalsieger wurde Worskla Poltawa. Das Team setzte sich im Finale am 7. Mai 2008 in der Dnipro-Arena von Dnipropetrowsk gegen Titelverteidiger Schachtar Donezk durch.

## Modus
Alle Begegnungen wurden in einem Spiel ausgetragen. Bei unentschiedenem Ausgang wurde zur Ermittlung des Siegers eine Verlängerung gespielt. Stand danach kein Sieger fest, folgte ein Elfmeterschießen. Endete ein Halbfinalspiel unentschieden, wurde es auf des Gegners Platz wiederholt. Unterklassige Mannschaften hatten Heimrecht.
Der Pokalsieger qualifizierte sich für die Play-offs der Europa League.

## Teilnehmende Teams
| Premjer-Liha (16) | Perscha Liha (17) | Druha Liha (27) | Amateur-Pokal (1)  |
| --- | --- | --- | ------------------ |
| - Arsenal Kiew - FK Charkiw - Dnipro Dnipropetrowsk - Dynamo Kiew - Illitschiwez Mariupol - Karpaty Lwiw - Krywbas Krywyj Rih - FK Lwiw - Metalist Charkiw - Metalurh Donezk - Metalurh Saporischschja - Schachtar Donezk - Sorja Luhansk - Tawrija Simferopol - Tschornomorez Odessa - Worskla Poltawa | - Desna Tschernihiw - Dnister Owidiopol - Enerhetyk Burschtyn - IgroService Simferopol - Helios Charkiw - Knjascha Schtschaslywe - Komunalnyk Luhansk - Krymteplyzja Molodischne - Naftowyk-Ukrnafta Ochtyrka - Obolon Kiew - PFK Oleksandrija - Phönix-Illitschowez Kalinine - Prykarpattja Iwano-Frankiwsk - Sakarpattja Uschhorod - PFK Sewastopol - Stal Altschewsk - Wolyn Luzk | - Arsenal Charkiw - Arsenal Bila Zerkwa - Bastion Illitschiwsk - FSK Bukowina Czernowitz - Dnipro-75 Dnipropetrowsk - Dnipro Tscherkassy - Hirnyk Krywyj Rih - Hirnyk-Sport Komsomolsk - Jawir Krasnopillja - Jednyst Plysky - FK Korosten - Kremin Krementschuk - Nafkom Browary - Nywa Ternopil - Nywa Winnyzja - Olkom Melitopol - Olympik Donezk - Podillja Chmelnyzkyj - FK Poltawa - Ros Bila Zerkwa - Schachtar Swerdlowsk - Sirka Kirowohrad - Stal Dniprodserschynsk - Tytan Armjansk - Tytan Donezk - FK Weres Riwne - ZSKA Kiew | - Jednyst-2 Plysky |

## 1. Qualifikationsrunde
Teilnehmer: 25 Drittligisten und der Gewinner des Amateur-Pokals.
| Datum      |                              | Ergebnis    |                                |
| ---------- | ---------------------------- | ----------- | ------------------------------ |
| 16.07.2008 | Kremin Krementschuk (III)    | 0kampflos 1 | FSK Bukowina Czernowitz (III)  |
| 16.07.2008 | FK Weres Riwne (III)         | 0:1         | FK Korosten (III)              |
| 16.07.2008 | Stal Dniprodserschynsk (III) | 2:0         | Nywa Ternopil (III)            |
| 16.07.2008 | Olympik Donezk (III)         | 4:1         | Hirnyk Krywyj Rih (III)        |
| 16.07.2008 | Nywa Winnyzja (III)          | 3:1 n. V.   | Tytan Armjansk (III)           |
| 16.07.2008 | Arsenal Bila Zerkwa (III)    | 3:1         | Schachtar Swerdlowsk (III)     |
| 16.07.2008 | Tytan Donezk (III)           | 0:1         | Jednyst Plysky (III)           |
| 16.07.2008 | Ros Bila Zerkwa (III)        | 1:3         | Bastion Illitschiwsk (III)     |
| 16.07.2008 | Sirka Kirowohrad (III)       | 1:0         | Jawir Krasnopillja (III)       |
| 16.07.2008 | Jednyst-2 Plysky (Am)        | 3:0         | Hirnyk-Sport Komsomolsk (III)  |
| 16.07.2008 | Podillja Chmelnyzkyj (III)   | 4:0         | Nafkom Browary (III)           |
| 16.07.2008 | Olkom Melitopol (III)        | 2:0         | Dnipro-75 Dnipropetrowsk (III) |
| 16.07.2008 | FK Poltawa (III)             | 4:1         | Arsenal Charkiw (III)          |

## 2. Qualifikationsrunde
Teilnehmer: Die 13 Sieger der 1. Qualifikationsrunde, die 17 Zweitligisten und 2 weitere Drittligisten.
| Datum      |                                   | Ergebnis              |                                   |
| ---------- | --------------------------------- | --------------------- | --------------------------------- |
| 06.08.2008 | Olympik Donezk (III)              | 0:4                   | Sirka Kirowohrad (III)            |
| 06.08.2008 | Jednyst-2 Plysky (Am)             | 2:4                   | Dnister Owidiopol (II)            |
| 06.08.2008 | Stal Dniprodserschynsk (III)      | 0:2                   | PFK Oleksandrija (II)             |
| 06.08.2008 | PFK Sewastopol (II)               | 1:2 n. V.             | Phönix-Illitschowez Kalinine (II) |
| 06.08.2008 | Kremin Krementschuk (III)         | 1:1 n. V. (2:4 i. E.) | Komunalnyk Luhansk (II)           |
| 06.08.2008 | ZSKA Kiew (III)                   | 2:1                   | FK Poltawa (III)                  |
| 06.08.2008 | Bastion Illitschiwsk (III)        | 2:3 n. V.             | Nywa Winnyzja (III)               |
| 06.08.2008 | Arsenal Bila Zerkwa (III)         | 1:3                   | Desna Tschernihiw (II)            |
| 06.08.2008 | Olkom Melitopol (III)             | 4:0                   | Jednyst Plysky (III)              |
| 06.08.2008 | FK Korosten (III)                 | 1:3                   | Knjascha Schtschaslywe (II)       |
| 06.08.2008 | Prykarpattja Iwano-Frankiwsk (II) | 0:3                   | Krymteplyzja Molodischne (II)     |
| 06.08.2008 | Sakarpattja Uschhorod (II)        | 4:2                   | Wolyn Luzk (II)                   |
| 06.08.2008 | Podillja Chmelnyzkyj (III)        | 1:2 n. V.             | Helios Charkiw (II)               |
| 06.08.2008 | Obolon Kiew (II)                  | 3:1                   | Naftowyk-Ukrnafta Ochtyrka (II)   |
| 06.08.2008 | Enerhetyk Burschtyn (II)          | 0:1                   | IgroService Simferopol (II)       |
| 06.08.2008 | Dnipro Tscherkassy (III)          | 2:3 n. V.             | Stal Altschewsk (II)              |

## 1. Runde
Teilnehmer: Die 16 Sieger der 2. Qualifikationsrunde und die 16 Erstligisten.
| Datum      |                                   | Ergebnis  |                            |
| ---------- | --------------------------------- | --------- | -------------------------- |
| 12.09.2008 | Illitschiwez Mariupol (I)         | 0:3       | Schachtar Donezk (I)       |
| 13.09.2008 | Phönix-Illitschowez Kalinine (II) | 2:1       | Krywbas Krywyj Rih (I)     |
| 13.09.2008 | Helios Charkiw (II)               | 0:1       | Sakarpattja Uschhorod (II) |
| 13.09.2008 | Komunalnyk Luhansk (II)           | 0:3       | Arsenal Kiew (I)           |
| 13.09.2008 | Dnister Owidiopol (II)            | 1:4       | Metalist Charkiw (I)       |
| 13.09.2008 | ZSKA Kiew (III)                   | 0:3       | Tawrija Simferopol (I)     |
| 13.09.2008 | Sirka Kirowohrad (III)            | 0:1       | Worskla Poltawa (I)        |
| 13.09.2008 | Olkom Melitopol (III)             | 0:5       | Dynamo Kiew (I)            |
| 13.09.2008 | Knjascha Schtschaslywe (II)       | 0:2       | FK Lwiw (I)                |
| 13.09.2008 | Metalurh Saporischschja (I)       | 2:3       | Metalurh Donezk (I)        |
| 13.09.2008 | Krymteplyzja Molodischne (II)     | 1:3 n. V. | Dnipro Dnipropetrowsk (I)  |
| 13.09.2008 | Desna Tschernihiw (II)            | 1:4       | FK Charkiw (I)             |
| 14.09.2008 | PFK Oleksandrija (II)             | 1:0       | Karpaty Lwiw (I)           |
| 14.09.2008 | Obolon Kiew (II)                  | 1:0 n. V. | Tschornomorez Odessa (I)   |
| 14.09.2008 | Nywa Winnyzja (III)               | 1:4       | Stal Altschewsk (II)       |
| 14.09.2008 | IgroService Simferopol (II)       | 0:2       | Sorja Luhansk (I)          |

## Achtelfinale
Teilnehmer: Die 16 Sieger der 1. Runde.
| Datum      |                                   | Ergebnis              |                           |
| ---------- | --------------------------------- | --------------------- | ------------------------- |
| 28.10.2008 | Obolon Kiew (II)                  | 1:4                   | Worskla Poltawa (I)       |
| 29.10.2008 | Phönix-Illitschowez Kalinine (II) | 0:2                   | Tawrija Simferopol (I)    |
| 29.10.2008 | Sakarpattja Uschhorod (II)        | 1:4                   | Schachtar Donezk (I)      |
| 29.10.2008 | Stal Altschewsk (II)              | 2:0                   | Karpaty Lwiw (I)          |
| 29.10.2008 | PFK Oleksandrija (II)             | 1:1 n. V. (6:5 i. E.) | Dnipro Dnipropetrowsk (I) |
| 29.10.2008 | Arsenal Charkiw (II)              | 0:2                   | Metalurh Donezk (I)       |
| 29.10.2008 | Metalist Charkiw (I)              | 3:1                   | Arsenal Kiew (I)          |
| 29.10.2008 | Dynamo Kiew (I)                   | 2:0                   | Sorja Luhansk (I)         |

## Viertelfinale
| Datum      |                        | Ergebnis |                      |
| ---------- | ---------------------- | -------- | -------------------- |
| 11.11.2008 | PFK Oleksandrija (II)  | 1:2      | Schachtar Donezk (I) |
| 12.11.2008 | Tawrija Simferopol (I) | 1:2      | Metalist Charkiw (I) |
| 12.11.2008 | Stal Altschewsk (II)   | 1:4      | Dynamo Kiew (I)      |
| 12.11.2008 | Metalurh Donezk (I)    | 0:1      | Worskla Poltawa (I)  |

## Halbfinale
| Datum      |                      | Ergebnis |                     |
| ---------- | -------------------- | -------- | ------------------- |
| 22.04.2009 | Metalist Charkiw (I) | 0:0      | Worskla Poltawa (I) |
| 13.05.2009 | Schachtar Donezk (I) | 1:0      | Dynamo Kiew (I)     |

### Wiederholungsspiel
| Datum      |                     | Ergebnis |                      |
| ---------- | ------------------- | -------- | -------------------- |
| 13.05.2009 | Worskla Poltawa (I) | 2:0      | Metalist Charkiw (I) |

## Finale
| Paarung          | Worskla Poltawa – Schachtar Donezk |
| Ergebnis         | 1:0 (0:0) |
| Datum            | 31. Mai 2009 |
| Stadion          | Dnipro-Arena, Dnipropetrowsk |
| Zuschauer        | 25.700 |
| Schiedsrichter   | Witalij Hoduljan |
| Tore             | 1:0 Wasyl Satschko (50.) |
| Worskla Poltawa  | Serhij Dolhanskyj – Armend Dallku, Debatik Curri, Wolodymyr Tschesnakow – Filip Despotovski, Oleh Krasnopjorow, Jovan Markoski – Hryhoryj Jarmasch, Dmytro Jesin (89. Roman Loktionow) – Wasyl Satschko (71. Ahmed Januzi), Denys Kulakow (81. Denis Glavina) Cheftrainer: Mykola Pawlow      |
| Schachtar Donezk | Andrij Pjatow – Tomáš Hübschman, Dmytro Tschyhrynskyj, Oleksandr Kutscher, Wjatscheslaw Schewtschuk – Darijo Srna , Fernandinho, Oleksij Haj (55. Willian), Jádson (75. Mariusz Lewandowski) – Luiz Adriano, Oleksandr Hladkyj (64. Jewhen Selesnjow) Cheftrainer: Mircea Lucescu ( Rumänien) |
| Gelbe Karten     | Wolodymyr Tschesnakow – keine |
| Platzverweise    | keine – Fernandinho (57.) |